# Државе које се граниче са Европском унијом
Овде су спискови држава које су се граничиле или се граниче са Европском унијом.

## Од2013.
Западна граница ЕУ:
- Норвешка

Источна граница ЕУ, укључујући Грчку, од севера ка југу:
- Русија
- Белорусија
- Украјина
- Србија (кандидат за чланство, граничи са Мађарском, Хрватском, Румунијом и Бугарском)
- Црна Гора (кандидат за чланство, граничи са Хрватском)
- Албанија (граничи са Грчком)
- Северна Македонија (кандидат за чланство, граничи са Бугарском и Грчком)
- Босна и Херцеговина (граничи са Хрватском)
- Турска (кандидат за чланство, граничи са Грчком и Бугарском)

Кипарска демакрациона линија1:
- Северни Кипар (de jure део ЕУ, преговори о уједињењу у току)

Енклаве ван ЕУ:
- Калињинградска област (Русија)
- Швајцарска
- Лихтенштајн
- Андора
- Монако
- Сан Марино
- Ватикан

шпанске Сеута и Мелиља:
- Мароко

граничи са Француском Гијаном2:
- Суринам
- Бразил

## Од2007.
Западна граница ЕУ:
- Норвешка

Источна граница ЕУ, укључујући Грчку, од севера ка југу:
- Русија
- Белорусија
- Украјина
- Србија (граничи са Мађарском, Румунијом и Бугарском)
- Хрватска (кандидат за чланство, граничи са Словенијом и Мађарском)
- Албанија (граничи са Грчком)
- Северна Македонија (кандидат за чланство, граничи са Бугарском и Грчком)
- Турска (кандидат за чланство, граничи са Грчком и Бугарском)

Кипарска демакрациона линија1:
- Северни Кипар (de jure део ЕУ, преговори о уједињењу у току)

Енклаве ван ЕУ:
- Калињинградска област (Русија)
- Швајцарска
- Лихтенштајн
- Андора
- Монако
- Сан Марино
- Ватикан

шпанске Сеута и Мелиља:
- Мароко

граничи са Француском Гијаном2:
- Суринам
- Бразил

## Од2004. до2007.
Западна граница ЕУ:
- Норвешка

Источна граница ЕУ, укључујући Грчку, од севера ка југу:
- Русија
- Белорусија
- Украјина
- Србија (граничи са Мађарском)
- Румунија (кандидат за чланство, граничи са Мађарском
- Хрватска (кандидат за чланство, граничи са Словенијом и Мађарском)
- Албанија (граничи са Грчком)
- Бугарска (кандидат за чланство, граничи са Грчком)
- Северна Македонија (кандидат за чланство, граничи са Грчком)
- Турска (кандидат за чланство, граничи са Грчком)

Кипарска демакрациона линија1:
- Северни Кипар (de jure део ЕУ, преговори о уједињењу у току)

Енклаве ван ЕУ:
- Калињинградска област (Русија)
- Швајцарска
- Лихтенштајн
- Андора
- Монако
- Сан Марино
- Ватикан

шпанске Сеута и Мелиља:
- Мароко

граничи са Француском Гијаном2:
- Суринам
- Бразил

## Од1995. до2004.
Западна граница ЕУ:
- Норвешка

Источна граница ЕУ, од севера ка југу:
- Русија
- Пољска
- Чешка Република
- Словачка
- Мађарска
- Словенија
- Албанија (граничи са Грчком)
- Северна Македонија (граничи са Грчком)
- Бугарска (граничи са Грчком)
- Турска (граничи са Грчком)
- Хрватска (морска граница са Италијом)

Енклаве ван ЕУ:
- Калињинградска област (Русија)
- Швајцарска
- Лихтенштајн
- Андора
- Монако
- Сан Марино
- Ватикан

шпанске Сеута и Мелиља:
- Мароко

граничи са Француском Гијаном2:
- Суринам
- Бразил

## Од1990. до1995.
Источна граница ЕУ, од севера ка југу:
- Пољска
- Чехословачка, односно Чешка
- Аустрија
- Швајцарска
- Југославија, односно СР Словенија и СР Македонија
- Албанија
- Бугарска
- Турска

Енклаве ван ЕУ:
- Андора
- Монако
- Сан Марино
- Ватикан

шпанске Сеута и Мелиља:
- Мароко

граничи са Француском Гијаном2:
- Суринам
- Бразил

## Од1986. до1990.
Источна граница ЕЗ, од севера ка југу:
- Источна Немачка
- Чехословачка
- Аустрија
- Швајцарска
- СФРЈ
- Албанија
- Бугарска
- Турска

Енклаве ван ЕУ:
- Андора
- Монако
- Сан Марино
- Ватикан

шпанске Сеута и Мелиља:
- Мароко

граничи са Француском Гијаном2:
- Суринам
- Бразил

## Од1981. до1986.
Јужна француска граница:
- Шпанија
- Андора

Источна граница ЕЗ, од севера ка југу:
- Источна Немачка
- Чехословачка
- Аустрија
- Швајцарска
- СФРЈ
- Албанија
- Бугарска
- Турска

Енклаве ван ЕУ:
- Монако
- Сан Марино
- Ватикан

граничи са Француском Гијаном2:
- Суринам
- Бразил

## Од1973. до1981.
Јужна француска граница:
- Шпанија
- Андора

Источна граница ЕУ, од севереа ка југу:
- Источна Немачка
- Чехословачка
- Аустрија
- Швајцарска
- СФРЈ

Енклаве ван ЕУ:
- Монако
- Сан Марино
- Ватикан

Граниче са Француском Гијаном2:
- Суринам после проглашења независности
- Бразил

## Од1958. до1973.
Јужна француска граница:
- Шпанија
- Андора

Источна граница ЕЗ, од севера ка југу:
- Данска
- Источна Немачка
- Чехословачка
- Аустрија
- Швајцарска
- СФРЈ

Енклаве ван ЕУ:
- Монако
- Сан Марино
- Ватикан

Граница Гранцуске Гијане2:
- Бразил

## После проширења Уније2010. (пројекција)
Западна граница ЕУ:
- Норвешка

Источна граница ЕУ, од севера ка југу:
- Русија
- Белорусија
- Украјина
- Молдавија
- Турска (кандидат за чланство)

Западни Балкан:
- Србија
- Црна Гора
- Босна и Херцеговина
- Северна Македонија (кандидат за чланство)
- Албанија

Кипар демаркациона линија1:
- Северни Кипар (наставак преговора о уједињењу)

Енклаве ван ЕУ:
- Калињинградска област (Русија)
- Швајцарска
- Лихтенштајн
- Андора
- Монако
- Сан Марино
- Ватикан

Шпанске Сеута и Мелиља:
- Мароко

Граница Француске Гијане2:
- Бразил
- Суринам

## Фусноте
1 Цео Кипар је постао део ЕУ 1. маја 2004, али се утицај Уније односи само на јужни део острва. Кипарски Грци су одбацили последњи план УН за уједињење Кипра. Северни Кипар стога де факто није део ЕУ, а то ће постати ако и када обе стране договоре план за поновно уједињење острва.
2 Француска Гијана је француски департман и као такав је део Француске и Европске уније.